# Swezwilderia tshernovi
Swezwilderia tshernovi är en insektsart som beskrevs av Andrej Vasiljevitj Gorochov 1986. Swezwilderia tshernovi ingår i släktet Swezwilderia och familjen syrsor. Inga underarter finns listade i Catalogue of Life.